# Mistrzostwa Europy Par na Żużlu 2012
Mistrzostwa Europy Par na Żużlu 2012 – zawody żużlowe, mające na celu wyłonienie medalistów mistrzostw Europy par w sezonie 2012. W finale zwyciężyli Ukraińcy Andrij Karpow, Aleksandr Łoktajew i Stanisław Melnyczuk.

## Finał
- Równe (Mototrek), 22 września 2012

| Msc | Drużyna / Zawodnik                                   | Biegi                                   | Punkty  |
| --- | ---------------------------------------------------- | --------------------------------------- | ------- |
| 1   | Ukraina                                              | Ukraina                                 | 26      |
| 1   | Andrij Karpow Aleksandr Łoktajew Stanisław Melnyczuk | (3,3,3,3,2,2) (2,2,2,1,d,3) –           | 16 10 – |
| 2   | Łotwa                                                | Łotwa                                   | 23      |
| 2   | Andžejs Ļebedevs Ķasts Puodžuks –                    | (0,2,3,2,3,0) (3,1,2,3,1,3) –           | 10 13 – |
| 3   | Dania                                                | Dania                                   | 22      |
| 3   | Kenni Larsen Peter Kildemand –                       | (2,1,2,0,3,3) (1,3,1,2,2,2) –           | 11 11 – |
| 4   | Polska                                               | Polska                                  | 20      |
| 4   | Tomasz Gapiński Mariusz Puszakowski Szymon Kiełbasa  | (2,2,0,3,3,2) (3,0,1,1,2,1) –           | 12 8 –  |
| 5   | Czechy                                               | Czechy                                  | 16      |
| 5   | Tomáš Suchánek Václav Milík Josef Franc              | (2,–,0,–,1,–) (1,0,–,0,–,1) (3,3,2,3,d) | 3 2 11  |
| 6   | Niemcy                                               | Niemcy                                  | 10      |
| 6   | Keijo Bunning Tobias Busch –                         | (0,0,1,0,0,0) (1,1,3,1,2,1) –           | 1 9 –   |
| 7   | Węgry                                                | Węgry                                   | 8       |
| 7   | Norbert Magosi – –                                   | (d,3,2,1,1,1) – –                       | 8 – –   |

Bieg po biegu:
1. Karpow, Łoktajew, Magosi (d)
2. Puszakowski, Gapiński, Busch, Bunning
3. Puodžuks, Larsen, Kildemand, Ļebedevs
4. Magosi, Suchánek, Milík
5. Karpow, Łoktajew, Busch, Bunning
6. Kildemand, Gapiński, Larsen, Puszakowski
7. Franc, Ļebedevs, Puodžuks, Milík
8. Busch, Magosi, Bunning
9. Karpow, Łoktajew, Puszakowski, Gapiński
10. Franc, Larsen, Kildemand, Suchánek
11. Ļebedevs, Puodžuks, Magosi
12. Karpow, Kildemand, Łoktajew, Larsen
13. Puodžuks, Ļebedevs, Busch, Bunning
14. Gapiński, Franc, Puszakowski, Milík
15. Larsen, Kildemand, Magosi
16. Ļebedevs, Karpow, Puodžuks, Łoktajew (d)
17. Franc, Busch, Suchánek, Bunning
18. Gapiński, Puszakowski, Magosi
19. Łoktajew, Karpow, Milík, Franc (d)
20. Larsen, Kildemand, Busch, Bunning
21. Puodžuks, Gapiński, Puszakowski, Ļebedevs